# Osservatorio Sanglok
L'Osservatorio Sanglok è un osservatorio astronomico del Tagikistan. Si trova sul monte Sanglok, ad un'altitudine di circa 2300 m sul livello del mare. L'osservatorio si trova nel distretto di Danghara, a circa 90 km da Dušanbe, la capitale del Tagikistan. Il sito è stato scelto per il basso inquinamento luminoso e le condizioni climatiche favorevoli, che consentono un utilizzo di 230 notti l’anno. 

## Storia
La costruzione dell’osservatorio è cominciata nel 1977 ed è terminata nel 1980, anno in cui è entrato in funzione. Inizialmente era dotato di un telescopio riflettore da 1 metro di diametro e alla fine degli anni ottanta è stato installato un secondo telescopio riflettore con un diametro di 60 cm. Dopo la dissoluzione dell'Unione Sovietica, l'osservatorio è stato acquisito dal governo del Tagikistan e dato in gestione all'Accademia delle scienze del Tagikistan. Durante la guerra civile, entrambi i telescopi sono stati danneggiati. Nel 2009 il telescopio da 60 cm è stato restaurato e rimesso in funzione.
A seguito di contatti intrapresi con l'Istituto Keldysh di matematica applicata dell'Accademia russa delle scienze, nel 2011 l'osservatorio ha iniziato a collaborare con il progetto International Scientific Optical Network (ISON). A seguito della partecipazione al progetto è stato collocato un nuovo telescopio riflettore con un diametro di 19 cm per l'osservazione di asteroidi, satelliti artificiali e detriti spaziali. Successivamente è stato restaurato e rimodernato anche il telescopio da 1 m, che è stato dotato di una moderna fotocamera CCD.

## Strumentazione e attività
La strumentazione dell'osservatorio tagiko è costituita da un telescopio riflettore Zeiss con obiettivo da 1 metro dotato di fotocamera CCD, da un telescopio riflettore Zeiss con obiettivo da 60 cm dotato anch'esso di fotocamera CCD e da un telescopio riflettore con obiettivo da 19 cm.
L'osservatorio svolge attualmente osservazioni di asteroidi, satelliti artificiali, comete, meteore e stelle variabili, studi sulle stelle di tipo T Tauri, studi sulla struttura delle galassie vicine alla nostra, studi sulla variabilità ottica di galassie e quasar. 